# Province de Concepción (Chili)
Pour les articles homonymes, voir Concepción.
La province de Concepción est une des quatre provinces de la région du Biobío, qui se situe au centre du Chili. Sa population était de 1 010 957 habitants (selon l'I.N.E, en 2002) pour une superficie de 3 439 km². Les villes les plus importantes sont Concepción, Talcahuano, Chiguayante et San Pedro de la Paz. 
On trouve dans la province de Concepción l'un des pôles industriels les plus importants du pays (pêche, industrie forestière, sidérurgique et manufacturière). De plus, elle est un important centre de services au niveau national.
Son climat est humide, pluvieux en hiver et chaud en été. Les saisons sont très marquées. Dans la province siègent les organisations les plus importantes au niveau régional et même au niveau national, comme c'est le cas avec la Universidad de Concepción.

## Histoire politico-administrative
Avec l'instauration d'un nouveau système de division politico-administrative au Chili pendant le XIXe siècle, on assiste à la création de provincias, dirigées par un intendant. Ces provinces se divisent en départements (dirigés par des gouverneurs), qui, dans le cas de cette province sont au nombre de six : 
| Département | Capitale                    |
| ----------- | --------------------------- |
| Concepción  | Concepción                  |
| Talcahuano  | Talcahuano                  |
| Coelemu     | Coelemu                     |
| Lautaro     | Santa Juana, Coronel (1865) |
| Rere        | Rere                        |
| Puchacay    | Florida                     |

À leur tour, les départements se divisent en sous-délégations (dirigées par un sous-délégué) et ces dernières en districts (laissées à la charge d'inspecteurs).
Dans les années 1970, va avoir lieu un changement dans la division politico-administrative du pays, avec la création de régions regroupant plusieurs provinces. La région du Biobío (dirigée par un intendant) fut créée et l'actuelle province de Concepción (dirigée par un gouverneur), Concepción devenant la capitale de la région et de la province.
Le siège de la province de Concepción, jusque dans les années 1970, se trouvait en face de la Plaza de la Independencia, dans la calle Aníbal Pinto.

### Gouverneurs provinciaux
Avec le processus de régionalisation mené depuis les années 1970, la province de Concepción et sa capitale sont dirigées par le gouverneur provincial de Concepción.
Voici la liste des derniers gouverneurs de la province de Concepción.
| Gouverneur provincial              | Période                       |
| ---------------------------------- | ----------------------------- |
| María Angélica Fuentes Fuentealba, | 1994 - mars 2000              |
| María Angélica Fuentes Fuentealba, | mars 2000 - décembre 2000     |
| Mónica Ehrenfeld Molina,           | décembre 2000 - décembre 2001 |
| Cynthia Mitchell Rebolledo,        | décembre 2001 - juillet 2002  |
| Germán Acuña Gamé,                 | juillet 2002 - décembre 2004  |
| Rodrigo Díaz Wörner ,              | décembre 2004-mars 2006       |
| Rodrigo Díaz Wörner                | mars 2006                     |

## Communes
La province comprend les communes suivantes :
1. Concepción
2. Coronel
3. Chiguayante
4. Florida
5. Hualpén
6. Hualqui
7. Lota
8. Penco
9. San Pedro de la Paz
10. Santa Juana
11. Talcahuano
12. Tomé